# Erik Veje Rasmussen
Erik Veje Rasmussen (* 9. April 1959 in Hørve) ist ein dänischer Handballtrainer und ehemaliger Handballspieler.

## Karriere
Erik Veje Rasmussen begann das Handballspielen bei Vallekilde-Hørve und wechselte 1979 zum dänischen Erstligisten Helsingør IF. Nachdem der linke Rückraumspieler mit Helsingør 1981 die dänische Meisterschaft gewonnen hatte, wechselte er zum deutschen Bundesligisten TuS Nettelstedt. Schon eine Saison später kehrte er wieder zu Helsingør IF zurück. Nachdem Rasmussen in der Saison 1983/84 für den spanischen Verein Maristas Málaga auf Torejagd gegangen war, spielte er anschließend beim deutschen Bundesligisten VfL Gummersbach. Mit Gummersbach feierte er 1985 die deutsche Meisterschaft sowie den Gewinn des DHB-Pokals.
Rasmussen wechselte im Jahr 1986 zum dänischen Verein VHG Dragsholm, bei dem er als Spielertrainer tätig war. In der Saison 1989/89 spielte der Däne bei TUSEM Essen, mit dem er die Meisterschaft und den Europapokal der Pokalsieger gewann. Daraufhin kehrte er wieder zum VHG Dragsholm zurück. Ab 1990 stand Rasmussen als Spieler beim Schweizer Erstligisten Pfadi Winterthur unter Vertrag. Nach dem Gewinn der Schweizer Meisterschaft 1992 wechselte er zu Roar Roskilde. Zwischen 1994 und 1998 war er als Spielertrainer beim Schweizer Erstligisten TSV St. Otmar St. Gallen aktiv.
Erik Veje Rasmussen bestritt von 1980 bis 1993 insgesamt 233 Länderspiele für die dänische Nationalmannschaft, in denen er 1015 Treffer erzielte. Mit Dänemark nahm er 1984 an den Olympischen Spielen teil.
Rasmussen stand von 1998 bis 2003 als Trainer beim Bundesligisten SG Flensburg-Handewitt unter Vertrag, die unter seiner Leitung 1999 den Euro-City-Cup, 2001 den Europapokal der Pokalsieger sowie 2003 den DHB-Pokal gewann. Ab 2003 trainierte er den dänischen Verein Aarhus GF. Im Jahre 2004 gab er im Alter von 45 Jahren ein Comeback, als Aarhus verletzungsbedingt auf mehrere Spieler verzichten musste. 2009 beendete Rasmussen seine Trainertätigkeit in Aarhus, jedoch kehrte er ein Jahr später wieder auf die Trainerbank von Aarhus zurück. Rasmussen trainierte den Verein, bis dieser im Jahr 2021 Konkurs ging. In der Saison 2024/25 war er als Co-Trainer beim dänischen Erstligisten Bjerringbro-Silkeborg tätig.

## Privates
Erik Veje Rasmussen ist verheiratet und hat vier Kinder. Sein Sohn Nikolaj Veje Rasmussen spielte ebenfalls professionell Handball.